# Louis Joubin

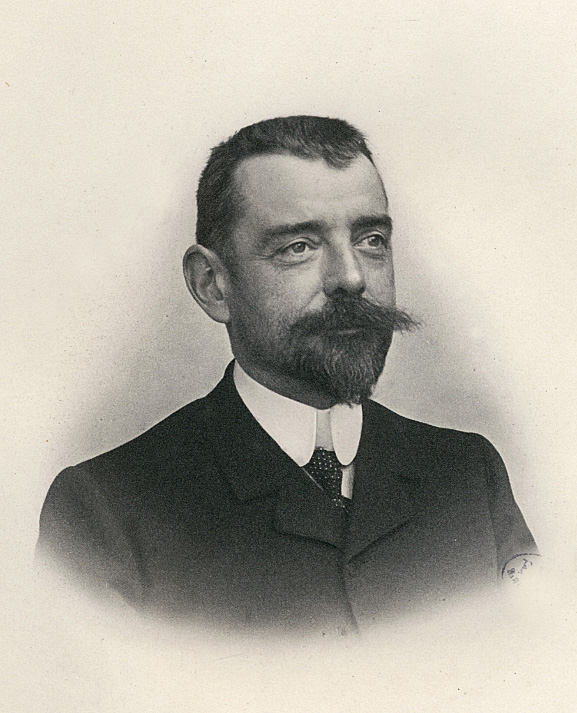
Louis Joubin

Louis Marie Adolphe Olivier Édouard Joubin (* 27. Februar 1861 in Epinal; † 24. April 1935 in Paris) war französischer Meereszoologe und Molluskenspezialist. Er war Professor am Muséum national d’histoire naturelle in Paris.

## Wissenschaftliche Stationen
Als Assistent von Henri de Lacaze-Duthiers übernahm er 1882 die Leitung des Instituts in Banyuls-sur-Mer und zwei Jahre später des Instituts in Roscoff. Nachdem er bereits 1885 in den Naturwissenschaften promoviert wurde, erfolgte 1888 seine Promotion in Medizin (Thema: Recherches sur la morphologie comparée des glandes salivaires). Anschließend lehrte er an der Universität von Rennes, wo er 1903 als Nachfolger von Edmond Perrier den Lehrstuhl zu Weichtieren, Würmern und Zoophyten übernahm. Ab 1905 war Joubin Präsident der Société zoologique de France.
1906 wurde er von Prinz Albert I. von Monaco als erster Direktor des durch ihn mitgeschaffenen Ozeanographischen Museums von Monaco betraut. Die Leitung der Molluskenabteilung am Muséum national d’histoire naturelle in Paris hatte Joubin ab 1917 inne. 1920 wurde er Mitglied der Académie des sciences in Frankreich.

## Bedeutende Veröffentlichungen
Er veröffentlichte Arbeiten zu
- 1894 Les Némertiens (Schnurwürmer)
- 1895 Contribution à l'étude des Céphalopodes de l'Atlantique nord (Kopffüßer des Nord-Atlantiks)
- 1895 verfasste er die Erstbeschreibung des beschuppten Tiefseetintenfisches Lepidoteuthis grimaldii JOUBIN anlässlich dessen Entdeckung gemeinsam mit Prinz Albert I. von Monaco auf dessen Forschungsjacht.[3]
- 1908–1913 Études sur les gisements de mollusques comestibles des côtes de France (verzehrbare Muscheln französischer Küsten)
- 1912 La Vie dans les océans (Ozeanologie)
- 1920 Le Fond de la mer (Der Meeresboden)
- 1926 Les Animaux (Die Tiere)
- 1933 Comment se nourrissent les animaux des grandes profondeurs (Wie sich Tiefseetiere ernähren)
- und zu anderen marinen Weichtieren und Pfeilwürmern.

## Ehrungen
Nach ihm wurde 1916 der antarktische Schwamm Anoxycalyx joubini durch den französischen Schwammspezialisten Émile Topsent benannt. Anoxycalyx joubini kann bis zu 2 Meter groß werden und seine Lebenserwartung wird heute auf 10.000 Jahre geschätzt. Zudem ist er Namensgeber für die Joubin-Inseln in der Antarktis. Die Malakologen Philippe Dautzenberg und Henri Fischer benannten 1906 die Schneckenart Volvarina joubini von der kapverdischen Insel Boa Vista zu Ehren von Louis Joubin.